# کورتیس (آلبوم)
 «کورتیس» (به انگلیسی: Curtis) آلبومی از هنرمند اهل ایالات متحده آمریکا ۵۰ سنت است که در سال ۲۰۰۷ میلادی منتشر شد.